# Wronów (województwo świętokrzyskie)
Wronów – wieś w Polsce położona w województwie świętokrzyskim, w powiecie ostrowieckim, w gminie Waśniów.

## Części wsi
| SIMC    | Nazwa        | Rodzaj j                       |
| ------- | ------------ | ------------------------------ |
| 0276535 | Gajówka      | osada wsi                      |
| 0276558 | Mirogonowice | przysiółek wsi (przed 2023 r.) |
| 0276541 | Parcela      | część wsi                      |

## Historia
Wieś notowana w XV wieku. Według Jana Długosza role folwarczne, należące tu do kilku dziedziców, oddawały dziesięcinę plebanowi z Waśniowa. Łany kmiece natomiast biskupowi krakowskiemu. W 1578 Kalikst Michowski płacił tu od 5 osadników, 1¼ łanu kmiecego, 5 zagrodników z rolą i 3 ubogich komorników
W 1827 było tu 15 domów i 89 mieszkańców. Według Słownika geograficznego Królestwa Polskiego w 1886 wieś miała 24 domy i 188 mieszkańców. Wronów należał do parafii Waśniów i gminy Boksyce. Miejscowy folwark miał powierzchnię 334 mórg, z czego grunty orne i ogrody zajmowały 235 mórg, łąki – 18, lasy – 24, pastwiska – 1 morgę, a nieużytki – 56. Na folwarku było 12 budynków drewnianych. Ziemi włościańskiej było we Wronowie 251 mórg
W latach 1975–1998 miejscowość należała administracyjnie do województwa kieleckiego.

## Zabytki
Zespół dworski, wpisany do rejestru zabytków nieruchomych (nr rej.: A.628/1-5 z 12.12.1957 i z 28.02.2013):
- dwór z 1925 r.,
- park z układem wodnym i terenem dawnych ogrodów i folwarku z końca XVIII w., przebudowany w początku XX w.,
- kamienna figura Chrystusa z końca XIX w.